# Jan Pixa
Jan Pixa, také Jan Pixa starší (19. září 1920 Praha – 19. listopadu 2004) byl český konferenciér, moderátor, voiceover, dramatik, scenárista a dlouholetý dramaturg Československé televize, občas působil i jako příležitostný herec epizodních rolí (např. film Šíleně smutná princezna). Patřil k prvním konferenciérům diváckých televizních soutěží v Československu. Jeho objevem pro vědomostní televizní soutěže byl komik Jaroslav Štercl.

## Život
Pocházel z pražské rodiny lékaře MUDr. Jana Pixy (* 1893 Liboc), jeho dědeček Václav Pixa (1861-1918) byl účetním radou c. a k. místodržitelství v Praze.
Po roce 1945 vystudoval právnickou fakultu Univerzity Karlovy v Praze. V letech 1947–1950 působil aktivně jako cvičitel v Sokole Praha-Dejvice v sokolovně v Bubenečské ulici, a vedoucí na letních ozdravných sokolských táborech. Současně byl členem ochotnického souboru při Sokolu Dejvice, kde vystupoval při různých besídkách, pohádkách pro děti i divadelních představeních pro dospělé, které byly v dejvické sokolovně pořádány. Dále byl aktivní při loutkových představeních v loutkohereckém souboru tohoto Sokola na Lotyšském náměstí v Bubenči, později přemístěném do Zelené ulice (dnešní Dejvické divadlo). Rozhlasoví posluchači jej z poloviny 60. let mohou pamatovat z několika pořadů např. o rychlosti městské dopravy v Praze nebo hodnocení restauračních služeb apod.
Do povědomí českých televizních diváků se zapsal především jakožto specialista na vědomostní televizní soutěže, z nichž ta vůbec první Hádej, hádej, hadači doznala velké popularity a stala se svého druhu legendou. Její obdobou se pak o několik let později stala podobná televizní soutěž Desetkrát odpověz. Tyto soutěže nejen zajišťoval autorsky a dramaturgicky, ale velmi kultivovaným způsobem je i sám moderoval. V Československé televizi působil jako dramaturg až do 80. let 20. století. Je pokládán za zakladatelskou a průkopnickou osobnost v tomto žánru české televizní zábavy. Zahrál si také ve filmu Šíleně smutná princezna.
Po roce 1989 ještě pod Pražským kulturním střediskem organizoval estrády jako zájezdová divadelní představení. Dále usilovně pracoval pro Masarykovo demokratické hnutí, včetně účasti na pietních aktech v Lánech. V letech 1990 až 1995 vystupoval rovněž v doprovodných programech na výstavách (Herbert Masaryk, T. G. Masaryk - člověk a umění), které uspořádalo Masarykovo demokratické hnutí. Před svou smrtí se ještě zapojil do televizní práce (připravoval podklady pro soutěž Riskuj! na TV NOVA).
Zemřel v Praze a je pohřben v Urnovém háji Krematorium Strašnice.

## Rodina
Filmový scenárista Kamil Pixa pocházel z rodu plzeňských velkostatkářů a nebyl jeho přímý příbuzný.
V otcových stopách kráčí syn Jan Pixa mladší, který je znám jednou filmovou rolí (Cyranův ostrov, 2008) a dramaturgií Hudebního divadla v Karlíně.

## Televizní pořady
- Hádej, hádej, hadači
- 10 x odpověz
- Sedmero přání
- Deset stupňů ke zlaté
- Kdo se kdy narodil
- Pokus pro dva
- Hlas mého kraje

## Písňové texty
- Jipi jou (zpěv Milan Chladil)
- Zpíval konvalinkám vodopád (zpěv Yvetta Simonová a Milan Chladil)
- Dva modré balónky (zpěv Josef Zíma, hudba Bedřich Nikodém)
- Docela všední obyčejný den (zpěv Vlasta Průchová, hudba Jan Hammer st.)

## Citát
| „                     | Já skvělého doktora Pixu dobře znal nejenom jako divák na jedné straně obrazovky, ale i na té druhé straně – před objektivy kamer, tehdy ještě poněkud mohutných. Dr. Pixa byl třeba jedním z hlavních hostů mého televizního medailonku. Jinak jsem s ním dlouhá léta vyjížděl do různých míst s pořadem "Pojďte s Pixou na Procházku". Pan doktor vyprávěl svoje příhody, já zpíval a měli jsme velmi pěkné úspěchy. Pražské kulturní středisko nás velmi často posílalo na vystoupení. Pořadatelé si nás chválili, protože jsme všude zaplnili sály do posledního místečka. | “ |
| — Stanislav Procházka | |   |